# Bassel Khartabil
Bassel Khartabil (arabiska: باسل خرطبيل) också känd som Bassel Safadi (arabiska: باسل صفدي), född 22 maj 1981 i Damaskus, död oktober 2015 på okänd plats i Syrien, var en palestinsk-syrisk öppen källkod-programmerare. Sedan den 15 mars 2012, på dagen ett år efter inledningen av det syriska inbördeskriget, hölls han fängslad av den syriska regeringen i Damaskus vid Adra-fängelset. Från den 3 oktober 2015 antog man att han förflyttats till en okänd plats, sannolikt för att åtalas i militärdomstol. Den 7 oktober 2015 utfärdade Human Rights Watch och 30 andra människorättsorganisationer ett brev där de krävde att Khartabils vistelseort skulle lämnas ut.  Den 12 november 2015 spreds det från regimnära källor ett rykte om att Khartabil, i hemlighet, blivit dömd till döden. I augusti 2017 bekräftades det att han blivit avrättad av den syriska regimen, kort efter sitt försvinnande.
Khartabil föddes och växte upp i Syrien, där han kom att specialisera sig som programmerare inom open source. Han var CTO och medgrundare till forskningssamarbetet och företaget Aiki Lab och var CTO for Al-Aous, en förlags- och forskningsinstitution dedikerad till arkeologisk forskning och konst i Syrien. Han har fungerat som ledare för Creative Commons syrienprojekt, och har bidragit till Mozilla Firefox, Wikipedia, Openclipart, Fabricatorz, and Sharism. Han har tillskrivits stor betydelse för att ha öppnat upp internet i Syrien och avsevärt utvidgat internetåtkomsten för det syriska folket.
Hans senaste arbete inkluderar realistiska 3D-rekonstruktioner av den gamla staden i Palmyra (Syrien), realtidsvisualisering, och utveckling med Fabricatorz för webbprogrammeringsramverket Aiki Framework. Den 21 oktober 2015 startades projektet New Palmyra för att fortsätta hans 3D-modelleringsarbete och andra kreativa användningar av Palmyra. Den 22 oktober 2015 erbjöd MIT Media Lab Khartabil en forskartjänst vid Center for Civic Media för att arbeta med Ethan Zuckerman med projekt för att göra Syriens historia tillgänglig för hela världen.

## Gripande
Den 15 mars 2012 blev Khartabil, inför ögonvittnen, gripen under arresteringar i Mazzeh-distriktet i Damaskus av militära säkerhetsstyrkan 215, även kallad stormbrigaden. Dagen markerade 1-årsdagen för det syriska upproret, då regeringstrogna och motståndare genomförde demonstrationer i Damaskus och runtom i landet. Arrangörerna av  #FREEBASSEL-kampanjen säger att han nu hålls fången i säkerhetskomplexet Kfar Sousa i Damaskus. Efter att hans tillfångatagande blivit offentligt känt i början på juli, har det rests krav på hans frisläppande ifrån europeiska myndigheter.
Bassel arresterades ett par dagar innan hans äktenskapskontrakt med Noura Ghazi, advokat och människorättsaktivist, skulle skrivas. Kontraktet blev färdigt senare samma år, medan Bassel satt i fängelse. Paret träffades för första gången i Duma i april 2011 efter de kommit hem från en demonstration. 
Khartabil förhördes och torterades i fem dagar av militära säkerhetsstyrkan 215. Säkerhetsstyrkor stormade Khartabils hem och beslagtog hans dator. Han förflyttades därefter till "Interrogation Division Branch 248" och kvarhölls där isolerad under 9 månader. Den 9 december 2012 fördes Khartabil till en militär domstolsförhandling där han, utan försvarsadvokat närvarande, anklagades för att skada statens säkerhet. Han blev därefter förd till Adra-fängelset i Damaskus.
Den 15 mars 2013 genomförde #FREEBASSEL-projektet en #FREEBASSELDAY-kampanj i samarbete med Creative Commons, Mozilla och andra globala gemenskaper, vilket resulterade i tillkomsten av konstverk, evenemang, pressmeddelanden och videor.
Den 22 maj 2013, som markerar 2-årsdagen av Bassel Khartabils tillfångatagande samt den 799:e dagen på konflikten i Syrien, gjorde Index on Censorship, Creative Commons, och #FREEBASSEL-kampanjen gemensam sak för att hylla Khartabils arbete och för att uppmuntra andra att också skicka födelsedagshälsningar, och, i samband med presentationen av Project Sunlight, till att ta reda på mer om Khartabils tillstånd och precisa belägenhet.
Den 21 april 2015 kom FN:s arbetsgrupp för frågor om godtyckliga frihetsberövanden (WGAD) med ett yttrande angående Bassel Khartabil, där de kallar hans frihetsberövande "godtyckligt" och begär att han omedelbart friges. De drog slutsatsen att Kharbatils frihetsberövande stred mot artikel 9, 14 och 19  i FN:s konvention om medborgerliga och politiska rättigheter (ICCPR), som Syrien ratifierat 1969.

## Utmärkelser
I sin lista för 2012 års Top Global Thinkers, placerade Foreign Policy Bassel tillsammans med Rima Dali på 19:e plats för "insisting, against all odds, on a peaceful Syrian revolution."
Den 21 mars 2013 tilldelades Khartabil Index on Censorships Digital Freedom Award. Fastän fortsatt inspärrad i Adra Prison-fängelset, lyckades Khartabil skicka ett tack genom Dana Trometer och Jon Phillips, som mottog priset å hans vägnar. Häri uttryckte han respekt för alla offer i kampen för yttrandefrihet och i synnerhet till den icke-våldsbejakande yngre generation som vägrar ta till vapen och som med Khartabails ord "förtjänade äran för detta pris."